# Sąd (Unia Europejska)
Sąd (franc. Tribunal, ang. the General Court) – trybunał powołany pod nazwą Sąd Pierwszej Instancji na mocy Jednolitego Aktu Europejskiego, w celu odciążenia Europejskiego Trybunału Sprawiedliwości. Zaczął działać z dniem 1 listopada 1989 roku. Od 1 grudnia 2009 roku istnieje nie jako odrębna instytucja, lecz organ sądowy Trybunału Sprawiedliwości Unii Europejskiej, i nosi obecną nazwę. Jego siedziba mieści się w Luksemburgu, rozprawy odbywają się w języku francuskim.
Skład sądu obejmuje 5 izb rozstrzygających w składach trzy- lub pięcioosobowych spory osób fizycznych i prawnych z Unią Europejską. W niektórych przypadkach sąd orzeka w składzie jednego sędziego lub w składzie wielkiej izby (piętnastu sędziów) albo w pełnym składzie, jeżeli uzasadnia to stopień zawiłości prawnej lub waga sprawy. Odwołanie się od jego orzeczeń możliwe jest jedynie w kwestiach prawnych (uchybienia procesowe, naruszenie prawa Unii). 
Sąd I Instancji zajmował się również do 22 lipca 2002 roku rozstrzyganiem spraw dotyczących funkcjonowania Euratomu oraz Europejskiej Wspólnoty Węgla i Stali (EWWiS), obecnie zaś (wobec zaprzestania działalności EWWiS) czyni to tylko w stosunku do Euratomu.
Sąd może też zostać upoważniony do udzielania odpowiedzi na pytania prejudycjalne w pewnych kategoriach spraw.
W skład Sądu wchodzą sędziowie, po dwóch z każdego kraju członkowskiego Unii Europejskiej, wybierani na sześć lat. Część składu odnawia się co trzy lata.
Obecnie przewodniczącym Sądu jest Marc van der Woude. Sąd liczy 54 sędziów - po dwóch z każdego państwa członkowskiego. Polskimi sędziami są: dr hab. prof. Krystyna Kowalik-Bańczyk (od 19 września 2016 r.) oraz dr hab. prof. Nina Półtorak (od 13 kwietnia 2016 r.).

## Kompetencje
Sąd jest właściwy do rozpoznawania:
- skarg bezpośrednich wniesionych przez osoby fizyczne lub prawne przeciwko aktom instytucji, organów i jednostek organizacyjnych Unii Europejskiej (których są one adresatami lub które dotyczą ich bezpośrednio i indywidualnie), jak również aktów regulacyjnych (które dotyczą ich bezpośrednio i nie obejmują środków wykonawczych), czy wreszcie przeciwko zaniechaniu działania przez te instytucje, organy i jednostki organizacyjne
- skarg wniesionych przez państwa członkowskie przeciwko Komisji
- skarg wniesionych przez państwa członkowskie przeciwko Radzie, dotyczących aktów z dziedziny pomocy państwa, handlowych środków ochronnych („dumping") oraz aktów, za pomocą których korzysta ona z uprawnień wykonawczych
- skarg o odszkodowanie za szkody wyrządzone przez instytucje Unii Europejskiej lub ich pracowników
- skarg dotyczących umów zawartych przez Unię Europejską, w których właściwość Sądu została wyraźnie określona
- skarg z zakresu wspólnotowych znaków towarowych
- odwołań, ograniczonych do kwestii prawnych, od orzeczeń Sądu do spraw Służby Publicznej Unii Europejskiej (do 2016 r.)
- skarg wniesionych przeciwko decyzjom Wspólnotowego Urzędu Ochrony Odmian Roślin oraz Europejskiej Agencji Chemikaliów.

Od orzeczeń wydanych przez Sąd przysługuje ograniczone do kwestii prawnych odwołanie do Trybunału Sprawiedliwości w terminie dwóch miesięcy.

## Moc jego orzeczeń
Sąd nie jest prawnie związany orzecznictwem Trybunału Sprawiedliwości, z wyjątkiem sytuacji gdy ten zwróci mu sprawę wraz z podaniem wskazań prawnych. W praktyce jednak Sąd często stosuje się do zapatrywań prawnych TS. 
Jego orzeczenia stanowią precedensy de iure dla sądów krajowych, które - gdy nie chcą się do nich stosować - mogą się zwrócić z pytaniem prejudycjalnym w celu zmiany zawartego w nich stanowiska.

## Rzecznicy generalni
Przy sądzie nie działają stali rzecznicy generalni. Do wystąpienia w roli takiego rzecznika może być jednak wyznaczony któryś z jego sędziów.